# Lijst van nummer 1-hits in de Nederlandse Top 40 in 2014
Deze hits stonden in 2014 op nummer 1 in de Nederlandse Top 40.
| Nummer | Datum        | Artiest                               | Titel                            |
| ------ | ------------ | ------------------------------------- | -------------------------------- |
| 734    | 4 januari    | Pitbull & Ke$ha                       | Timber                           |
|        | 11 januari   | Pitbull & Ke$ha                       | Timber                           |
|        | 18 januari   | Pitbull & Ke$ha                       | Timber                           |
| 735    | 25 januari   | John Legend                           | All of me                        |
|        | 1 februari   | John Legend                           | All of me                        |
|        | 8 februari   | John Legend                           | All of me                        |
|        | 15 februari  | John Legend                           | All of me                        |
| 736    | 22 februari  | Katy Perry & Juicy J                  | Dark horse                       |
|        | 1 maart      | Katy Perry & Juicy J                  | Dark horse                       |
| 737    | 8 maart      | Clean Bandit & Jess Glynne            | Rather be                        |
|        | 15 maart     | Clean Bandit & Jess Glynne            | Rather be                        |
|        | 22 maart     | Clean Bandit & Jess Glynne            | Rather be                        |
|        | 29 maart     | Clean Bandit & Jess Glynne            | Rather be                        |
|        | 5 april      | Clean Bandit & Jess Glynne            | Rather be                        |
|        | 12 april     | Clean Bandit & Jess Glynne            | Rather be                        |
|        | 19 april     | Clean Bandit & Jess Glynne            | Rather be                        |
|        | 26 april     | Clean Bandit & Jess Glynne            | Rather be                        |
|        | 3 mei        | Clean Bandit & Jess Glynne            | Rather be                        |
|        | 10 mei       | Clean Bandit & Jess Glynne            | Rather be                        |
|        | 17 mei       | Clean Bandit & Jess Glynne            | Rather be                        |
| 738    | 24 mei       | Calvin Harris                         | Summer                           |
|        | 31 mei       | Calvin Harris                         | Summer                           |
| 739    | 7 juni       | Nico & Vinz                           | Am I wrong                       |
|        | 14 juni      | Nico & Vinz                           | Am I wrong                       |
|        | 21 juni      | Nico & Vinz                           | Am I wrong                       |
| 740    | 28 juni      | Tove Lo & Hippie Sabotage             | Stay high (Habits remix)         |
|        | 5 juli       | Tove Lo & Hippie Sabotage             | Stay high (Habits remix)         |
|        | 12 juli      | Tove Lo & Hippie Sabotage             | Stay high (Habits remix)         |
| 741    | 19 juli      | Anders Nilsen                         | Salsa tequila                    |
|        | 26 juli      | Anders Nilsen                         | Salsa tequila                    |
|        | 2 augustus   | Anders Nilsen                         | Salsa tequila                    |
| 742    | 9 augustus   | Lilly Wood & The Prick & Robin Schulz | Prayer in C (Robin Schulz remix) |
|        | 16 augustus  | Lilly Wood & The Prick & Robin Schulz | Prayer in C (Robin Schulz remix) |
|        | 23 augustus  | Lilly Wood & The Prick & Robin Schulz | Prayer in C (Robin Schulz remix) |
|        | 30 augustus  | Lilly Wood & The Prick & Robin Schulz | Prayer in C (Robin Schulz remix) |
| 743    | 6 september  | Pitbull & John Ryan                   | Fireball                         |
|        | 13 september | Pitbull & John Ryan                   | Fireball                         |
|        | 20 september | Pitbull & John Ryan                   | Fireball                         |
|        | 27 september | Pitbull & John Ryan                   | Fireball                         |
| 744    | 4 oktober    | Calvin Harris & John Newman           | Blame                            |
|        | 11 oktober   | Calvin Harris & John Newman           | Blame                            |
| 745    | 18 oktober   | Mr. Probz                             | Nothing really matters           |
|        | 25 oktober   | Mr. Probz                             | Nothing really matters           |
|        | 1 november   | Mr. Probz                             | Nothing really matters           |
|        | 8 november   | Mr. Probz                             | Nothing really matters           |
|        | 15 november  | Mr. Probz                             | Nothing really matters           |
|        | 22 november  | Mr. Probz                             | Nothing really matters           |
|        | 29 november  | Mr. Probz                             | Nothing really matters           |
| 746    | 6 december   | Ed Sheeran                            | Thinking out loud                |
|        | 13 december  | Ed Sheeran                            | Thinking out loud                |
|        | 20 december  | Ed Sheeran                            | Thinking out loud                |
|        | 27 december  | Geen Top 40 verschenen                | Geen Top 40 verschenen           |